# Угревидная зубатка
Угревидная зубатка (лат. Anarrhichthys ocellatus) — вид морских лучепёрых рыб семейства зубатковых, единственный представитель рода Anarrhichthys.

## Описание
Максимальная длина тела 240 см, а масса — 18,4 кг.
Тело удлинённое, угревидной формы, покрыто мелкой циклоидной чешуёй. Голова массивная, относительно небольшая, с закруглённым рылом. По одной ноздре с каждой стороны головы. На обоих челюстях несколько рядов зубов, в первых рядах — клыковидные, остальные — в форме моляров, тупые, с буграми на концах. Спинной плавник очень длинный, простирается вдоль всего тела, с 218—250 неветвистыми гибкими лучами. В длинном анальном плавнике 180—233 мягких лучей. Грудные плавники большие, края закруглённые, с 18—24 лучами. Брюшные плавники отсутствуют. Хвостовой плавник слит со спинным и анальным плавниками. Боковой линии нет. Плавательного пузыря нет.
Окраска тела серая, иногда тёмно-зелёная. По всему телу разбросаны тёмные пятна. Пятна также есть на спинном и грудных плавниках.

## Распространение
Распространены в северной части Тихого океана. Встречаются в Японском, Охотском и Беринговом морях, у Алеутских островов, в заливе Аляска и далее на юг до прибрежья Южной Калифорнии.

## Биология
Морские демерсальные территориальные рыбы, обитают на мелководье в прибрежье, изредка встречаются на глубине до 226 м. Держатся над каменистыми грунтами с многочисленными укрытиями. В дневные часы скрываются в убежищах, которые усиленно охраняют. Активны ночью.
Молодь в течение первых двух лет жизни обитает в пелагиали.

### Питание
В состав рациона входят ракообразные, моллюски, иглокожие, иногда рыбы.

### Размножение
Впервые созревают в возрасте 4-х лет. В нерестовый период образуют пары. Существует предположение, что моногамные пары сохраняются в течение всей жизни. Нерест продолжается с октября до конца зимы. Самки вымётывают до 10 тысяч икринок. Икра донная, формируется в кладку. Оба родителя охраняют кладку.

## Галерея

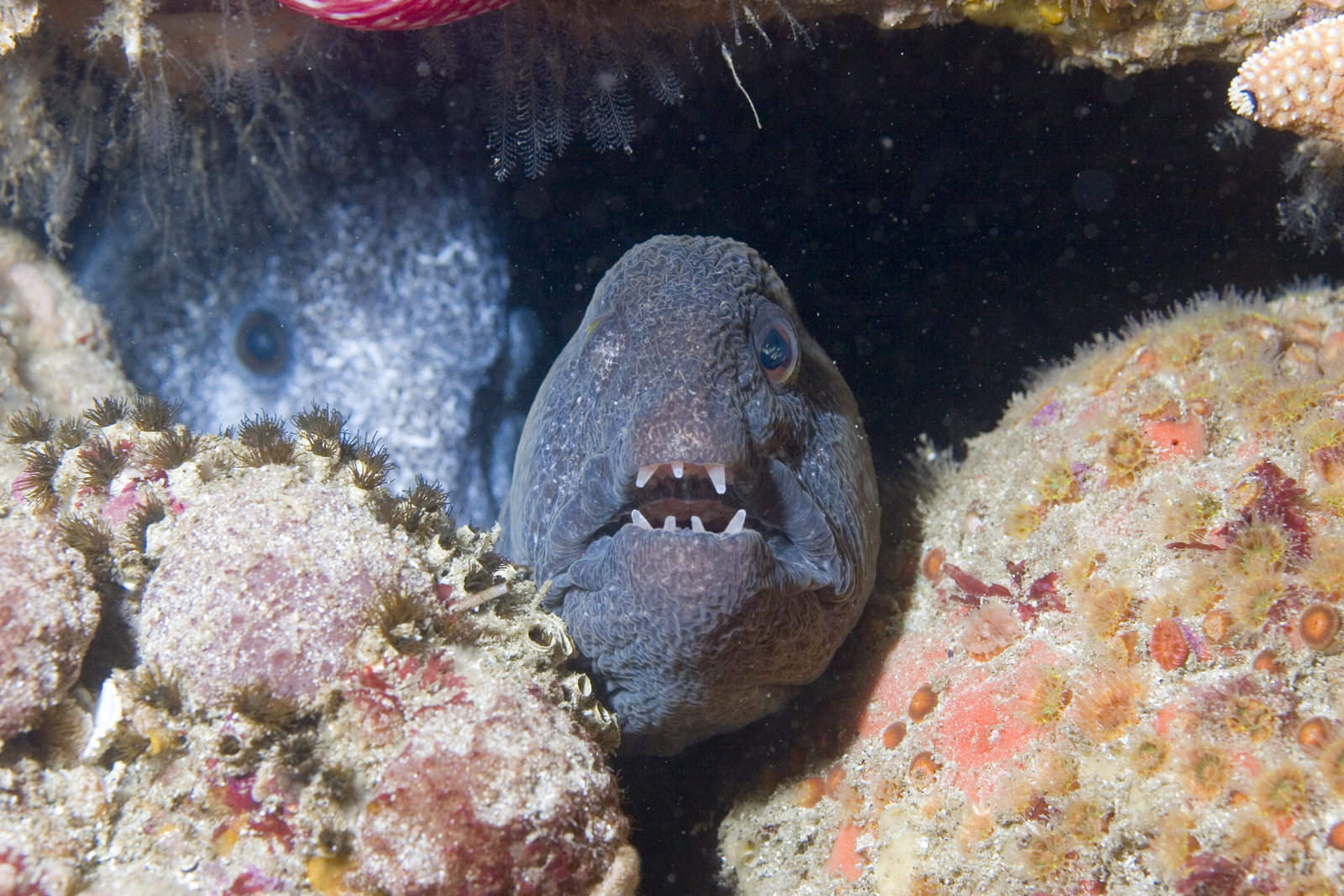
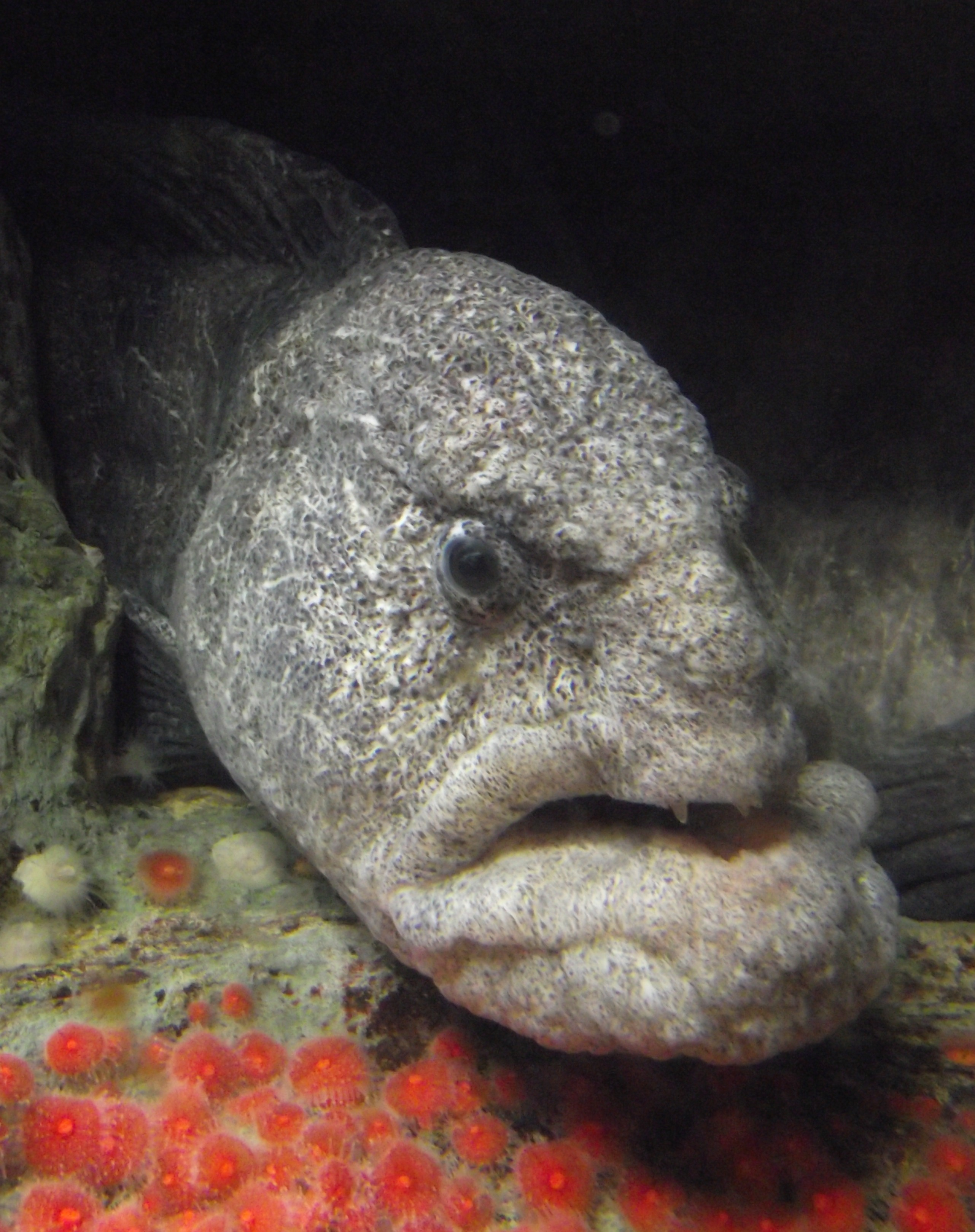
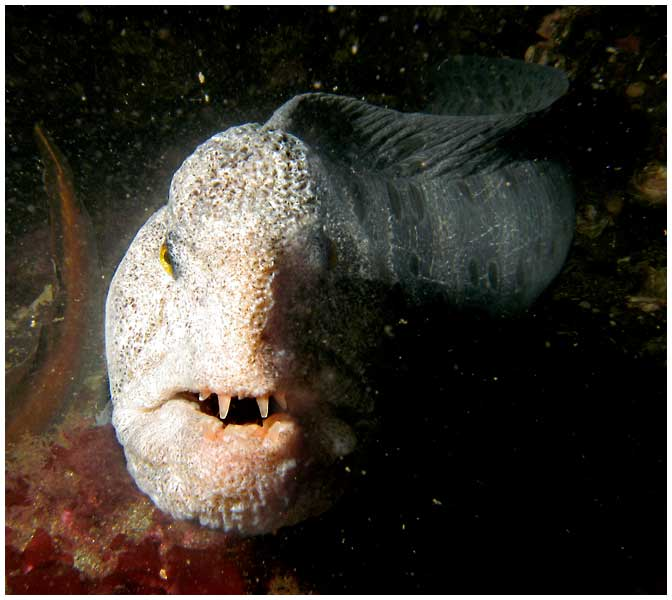
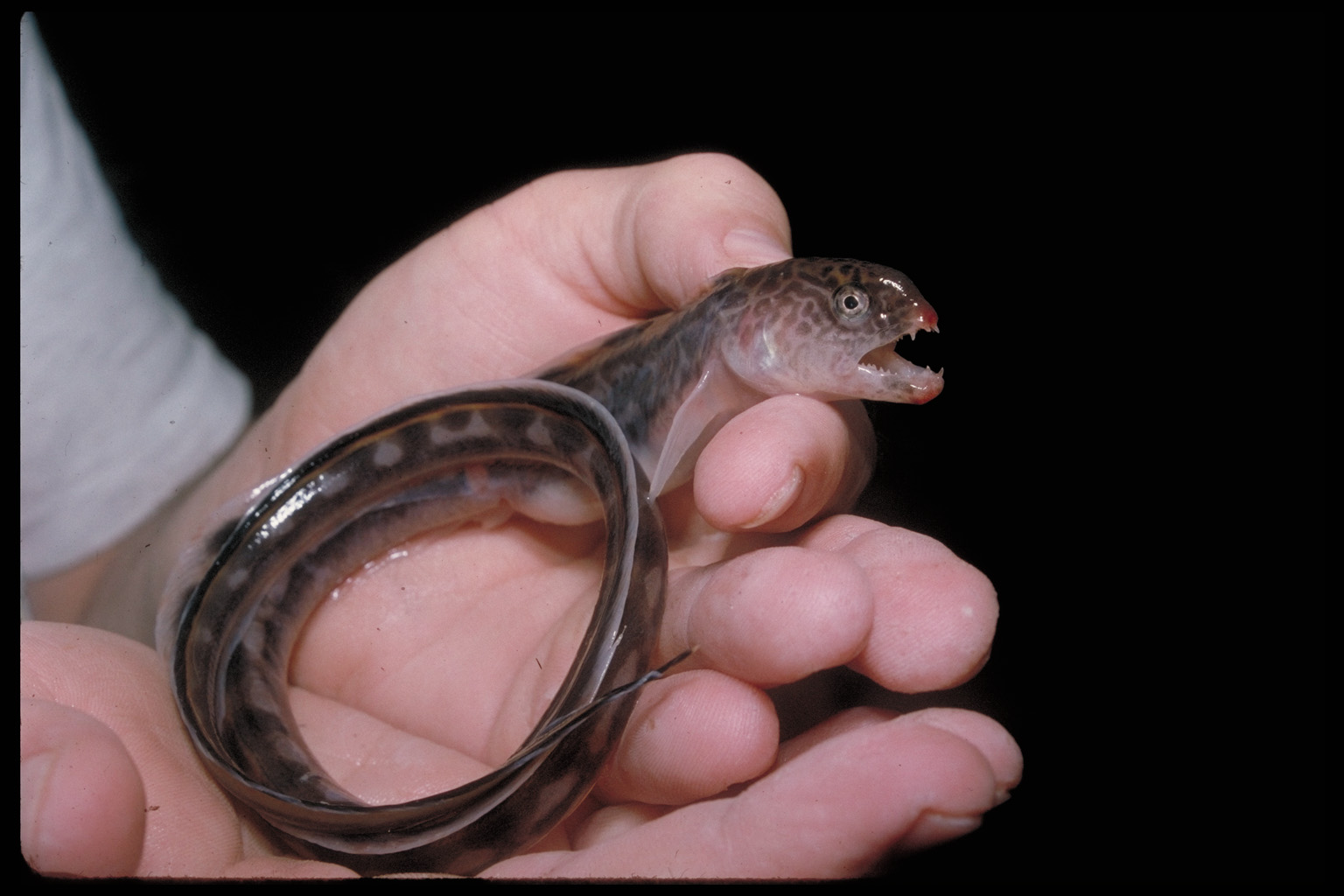
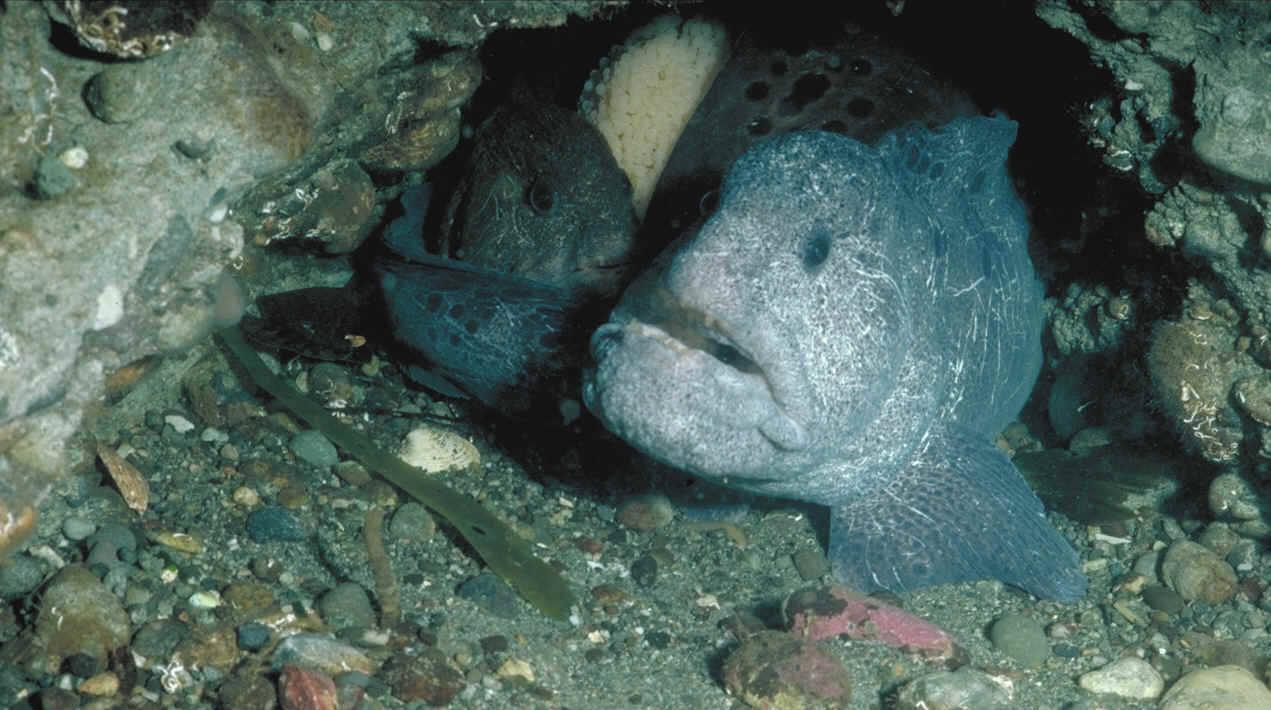